# Psilocalyx
Psilocalyx is een geslacht van sponsdieren uit de klasse van de Hexactinellida.

## Soort
- Psilocalyx wilsoni Ijima, 1927